# Peterson Township
Peterson Township est un township du comté de Clay, situé en Iowa, États-Unis. La population était de 555 habitants lors du recensement de 2000. 

## Géographie
Peterson Township couvre 92,58 km² du comté de Clay et comporte une ville, Peterson. Selon l'USGS, ce township contient un cimetière : Oakland.